# چوپانان کویر
چوپانان کویر فیلمی است به کارگردانی حسین محجوب و نویسندگی علی ژکان که در سال ۱۳۵۹ تهیه شده است.

## بازیگران
- اسماعیل پوررضا
- رضا ژیان
- علی‌اکبر جهانبخش
- فردوس کاویانی
- نصرت دستمزی
- سیروس گرجستانی
- غلامرضا لیلازی
- گلاب آدینه
- مهری مهرنیا
- حسن بکتاش
- قاسم مهدی‌خانی
- معصومه مهدی‌خانی